# Gowdagere, Challakere
Gowdagere là một làng thuộc tehsil Challakere, huyện Chitradurga, bang Karnataka, Ấn Độ.